# Eurata plutonica
Eurata plutonica är en fjärilsart som beskrevs av George Francis Hampson 1914. Eurata plutonica ingår i släktet Eurata och familjen björnspinnare. Inga underarter finns listade i Catalogue of Life.